# Павло-Григорівка
Павло-Григо́рівка — село в Україні, у Кам'янському районі Дніпропетровської області. Населення за переписом 2001 року складало 236 особи. Входить до складу Верхньодніпровської міської громади.

## Географія
Село Павло-Григорівка знаходиться на березі річки Самоткань, вище за течією примикає село Вільні Хутори, нижче за течією на відстані 1 км розташовані села Боровківка і Матюченкове.

## Історія
Під час організованого радянською владою Голодомору 1932—1933 років померло щонайменше 19 жителів села.

## Населення

### Мова
Розподіл населення за рідною мовою за даними перепису 2001 року:
| Мова            | Відсоток |
| --------------- | -------- |
| українська      | 93,2 %   |
| російська       | 6,4 %    |
| інші/не вказали | 0,4 %    |